# Edenor
Edenor S.A. (Empresa Distribuidora y Comercializadora Norte Sociedad Anénima) ist ein argentinischer Energieversorger mit Hauptsitz in Buenos Aires, Argentinien, dessen Unternehmenszweck darin besteht, den Stromverteilungs- und Vermarktungsdienst im nordwestlichen Bereich der Stadt Buenos Aires und in 20 Bezirken der Vororte von Buenos Aires bereitzustellen.
Edenor ist der größte Stromverteiler in Argentinien, gemessen an der Anzahl der Kunden und dem verkauften Strom. Die Anzahl der Kunden betrug zum 31. Dezember 2019 ca. 3,1 Mio. Damit hält Edenor einen Marktanteil von ca. 19 %.
Das Unternehmen hat die Konzession, Strom ausschließlich im Nordwesten des Gran Buenos Aires (Großraums Buenos Aires) und im nördlichen Bereich der Stadt Buenos Aires zu verteilen, die eine Fläche von 4637 Quadratkilometern und eine Bevölkerung von ungefähr neun Millionen Einwohnern umfasst. Im Jahr 2019 verkaufte Edenor 19.974 GWh und kaufte 24.960 GWh Strom. Dies entspricht einem Nettoumsatz von ca. 73.669 Mio. USD.
Das Geschäft wird in einem stark regulierten Segment betrieben. Preise und andere Konzessionsbedingungen unterliegen der Regulierung durch die nationale Regierung, die durch das Energieministerium und die Ente Nacional Regulador de la Electricidad (ENRE) handelt.

## Aktionärsstruktur
Die Aktienmehrheit wird vom argentinischen Energieversorger Pampa Energía mit 57,1 % gehalten, 27,8 % von der Administración Nacional de la Seguridad Social (ANSES) und 15,1 % sind Streubesitz (davon 8,6 in New York und 6,5 % in Buenos Aires).
Das Unternehmen ist an der Bolsa de Comercio de Buenos Aires (Börse von Buenos Aires) notiert und Teil des Indexes MERVAL, des wichtigsten Börsenindikators in Argentinien. Am 26. April 2007 wurde es an der New York Stock Exchange (NYSE) notiert.

## Geschichte
Edenor wurde am 21. Juli 1992 als Aktiengesellschaft unter dem Firmennamen Empresa Distribuidora Norte Sociedad Anónima gegründet. Der Prozess fand während der Privatisierung der staatlichen Gesellschaft Servicios Eléctricos del Gran Buenos Aires S.A. (SEGBA), die in drei Vertriebsunternehmen, darunter Edenor, und vier Stromerzeugungsunternehmen unterteilt war.
Am 14. Mai 1992 genehmigte das Ministerium für Wirtschaft und öffentliche Arbeiten und Dienstleistungen die Ausschreibungsbedingungen für die Ausschreibung eines internationalen öffentlichen Angebots zum Verkauf der Anteile der Klasse A des Unternehmens, die 51 % seines Grundkapitals ausmachen. Eine Gruppe internationaler Investoren, darunter EDF International S.A. (eine vollständig kontrollierte Tochtergesellschaft der Electricité de France) unterbreitete ein Angebot zum Kauf dieses Aktienpakets über die EASA, ein argentinisches Unternehmen. Die EASA gewann die Ausschreibung und unterzeichnete im August desselben Jahres einen Kauf- und Verkaufsvertrag mit der nationalen Regierung, der dem Unternehmen eine Konzession zur Verteilung von Strom ausschließlich innerhalb seines Konzessionsgebiets für einen Zeitraum von 95 Jahren gewährte. Am 1. September 1992 erwarb die EASA die Stammaktien der Klasse A und wurde damit Mehrheitsaktionär der Gesellschaft.